# Didaphne sitia
Didaphne sitia är en fjärilsart som beskrevs av William Schaus 1910. Didaphne sitia ingår i släktet Didaphne och familjen björnspinnare. Inga underarter finns listade i Catalogue of Life.